# Olympische Sommerspiele 1984/Teilnehmer (Israel)
| Gelbes Symbol für Goldmedaillen mit stilisierten Olympischen Ringen | Graues Symbol für Silbermedaillen mit stilisierten Olympischen Ringen | Braundes Symbol für Bronzemedaillen mit stilisierten Olympischen Ringen |
| ------------------------------------------------------------------- | --------------------------------------------------------------------- | ----------------------------------------------------------------------- |
| —                                                                   | —                                                                     | —                                                                       |

Israel nahm an den Olympischen Sommerspielen 1984 in Los Angeles, USA, mit einer Delegation von 32 Sportlern (24 Männer und acht Frauen) teil.

## Teilnehmer nach Sportarten

### Boxen
- Yehuda Ben Haim
Halbfliegengewicht: 9. Platz

- Shlomo Niazov
Leichtgewicht: 33. Platz

### Fechten
- Itzhak Hatuel
Florett, Einzel: 16. Platz

- Shlomo Eyal
Florett, Einzel: 19. Platz

- Nili Drori
Frauen, Florett, Einzel: 17. Platz

- Lydia Hatuel-Zuckerman
Frauen, Florett, Einzel: 26. Platz

### Gewichtheben
- Meir Daloya
Fliegengewicht: 9. Platz

### Judo
- Eddy Koaz
Superleichtgewicht: 10. Platz

- Moshe Ponte
Halbmittelgewicht: 20. Platz

### Kanu
- Aviram Mizrahi
Einer-Kajak, 500 Meter: Halbfinale

### Leichtathletik
- Mark Handelsman
400 Meter: Vorläufe
800 Meter: Vorläufe
1500 Meter: Vorläufe

- Arie Gamliel
5000 Meter: Vorläufe
10.000 Meter: Vorläufe

- Shem-Tov Sabag
Marathon: 60. Platz

- Yehuda Zadok
3000 Meter Hindernis: Vorläufe

- Maya Bentzur
Frauen, 100 Meter: Vorläufe
Frauen, Weitsprung: 16. Platz in der Qualifikation

- Zehava Shmueli
Frauen, Marathon: 30. Platz

### Rhythmische Sportgymnastik
- Liat Hani Novitz
Einzel: 27. Platz in der Qualifikation

### Schießen
- Gary Aramist
Freie Scheibenpistole: 36. Platz

- Itzhak Yonassi
Luftgewehr: 8. Platz
Kleinkaliber, Dreistellungskampf: 39. Platz
Kleinkaliber, liegend: 49. Platz

- Yair Davidovitz
Luftgewehr: DNF
Kleinkaliber, Dreistellungskampf: 46. Platz
Kleinkaliber, liegend: 23. Platz

### Schwimmen
- Eyal Shtigman
100 Meter Brust: 22. Platz
200 Meter Brust: 23. Platz

- Yoram Kochavy
200 Meter Schmetterling: 22. Platz
200 Meter Lagen: 27. Platz
400 Meter Lagen: 16. Platz

- Hadar Rubinstein
Frauen, 200 Meter Freistil: 26. Platz
Frauen, 400 Meter Freistil: 21. Platz
Frauen, 200 Meter Schmetterling: 26. Platz

### Segeln
- Yehuda Atedji
Windsurfen: 14. Platz

- Eitan Friedlander
470er: 8. Platz

- Shimshon Brokman
470er: 8. Platz

- Eldad Amir
Flying Dutchman: 8. Platz

- Yoel Sela
Flying Dutchman: 8. Platz

### Turnen
- Yohanan Moyal
Einzelmehrkampf: 67. Platz in der Qualifikation
Barren: 63. Platz in der Qualifikation
Boden: 70. Platz in der Qualifikation
Pferdsprung: 68. Platz in der Qualifikation
Reck: 65. Platz in der Qualifikation
Ringe: 62. Platz in der Qualifikation
Seitpferd: 64. Platz in der Qualifikation

- Ya’akov Levi
Einzelmehrkampf: 71. Platz in der Qualifikation
Barren: 71. Platz in der Qualifikation
Boden: 61. Platz in der Qualifikation
Pferdsprung: 68. Platz in der Qualifikation
Reck: 70. Platz in der Qualifikation
Ringe: 65. Platz in der Qualifikation
Seitpferd: 71. Platz in der Qualifikation

- Nancy Goldsmith
Frauen, Einzelmehrkampf: 31. Platz
Frauen, Bodenturnen: 54. Platz in der Qualifikation
Frauen, Pferdsprung: 64. Platz in der Qualifikation
Frauen, Schwebebalken: 53. Platz in der Qualifikation
Frauen, Stufenbarren: 58. Platz in der Qualifikation

- Limor Fridman
Frauen, Einzelmehrkampf: 65. Platz in der Qualifikation
Frauen, Bodenturnen: 64. Platz in der Qualifikation
Frauen, Pferdsprung: 59. Platz in der Qualifikation
Frauen, Schwebebalken: 65. Platz in der Qualifikation
Frauen, Stufenbarren: 64. Platz in der Qualifikation